# 消光剪影

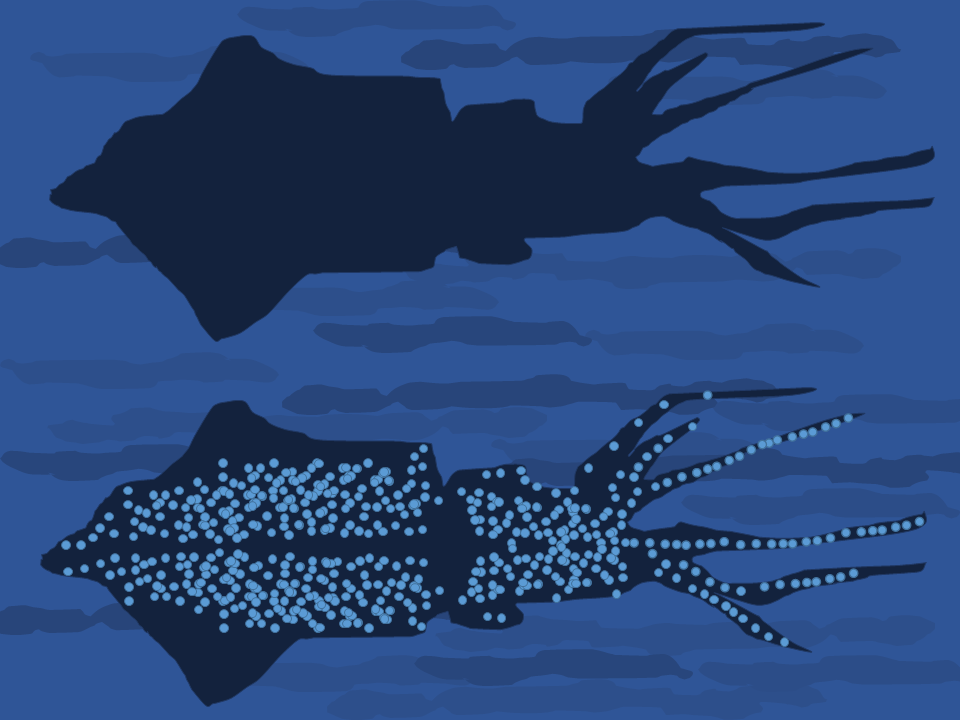
螢火魷Watasenia scintillans的消光剪影偽裝原理。當被捕食者從下方往上看時，螢火魷腹側的螢光有助於使其亮度、顏色與上方較亮的海面相匹配融合。

消光剪影（英文：Counter-illumination）是一種主動式偽裝的方法，這種偽裝在螢火魷和光蟾魚屬等海洋生物中以及軍事原型機中都能產生，以使物體的亮度和波長與背景相匹配，來達到與背景融為一體的隱形效果。
在海中由下往上看時，生物體在明亮的水面上的陽光照射下顯得較暗，它們可以通過在其朝下的表面上發出帶有生物發光的螢光來偽裝自己，從而降低其輪廓與背景的對比度，來避免被掠食者或獵物發現。光線可能是動物本身產生的，也可能是共生細菌如費氏弧菌產生的。
消光剪影到目前為止還沒有廣泛用於軍事用途，但是在第二次世界大戰期間，它曾在加拿大漫射光迷彩計畫的艦船和美國耶胡迪光計畫的飛機中試用過。

## 軍事原型
作為光學迷彩中的一種，消光剪影較少被用於軍事目的上，但在第二次世界大戰時曾經在應用於船艦與飛機的偽裝進行試驗過。

### 船艦

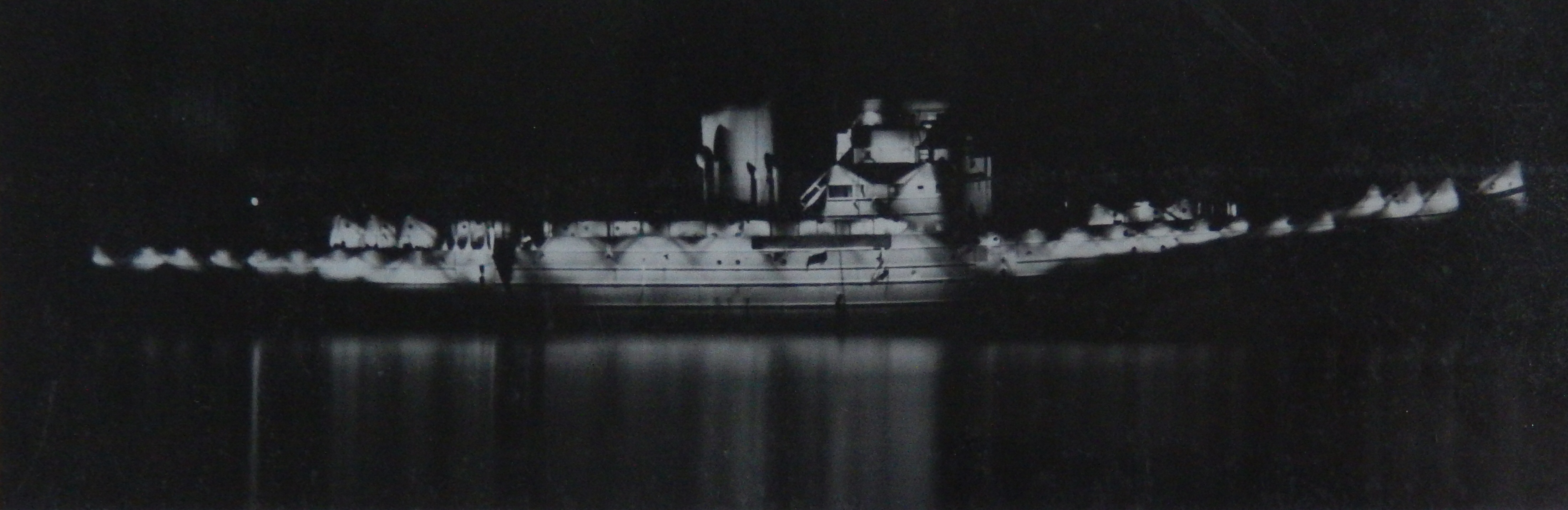
1942年安裝在HMS Largs上的漫射光迷彩原型，圖片顯示的是尚未完善且調整為最大亮度時的狀況。

二次世界大戰期間，加拿大國家研究委員會（National Research Council）從1941年開始對漫射光迷彩進行試驗，將可見光投射到船的側面以融入帶有微光的夜空。大約有60盞投光器被安裝在船體周圍以及船的上部結構（如艦橋和煙囪）上。平均而言，該系統可以使使船隻在使用雙筒望遠鏡觀測時的可觀測距離減少了25％，肉眼目視則可減少33％。該迷彩在晴朗無月的夜晚效果最好：在1942年1月的一個夜晚，拉姆斯號（HMS Largs）在使用消光剪影迷彩的狀況下直到2,250碼（2,060 m）的距離時才被觀測到，而在平時則在5,250碼（4,800 m）的距離即可發現，減少了57％的距離。